# Vegas Girl
"Vegas Girl" là một ca khúc của nam ca sĩ người Anh Conor Maynard lấy từ album phòng thu đầu tay của anh, Contrast (2012). Ca khúc được chọn làm đĩa đơn thứ hai của album và được phát hành kỹ thuật số vào ngày 22 tháng 7 năm 2012. "Vegas Girl" được sáng tác bởi Conor Maynard, The Invisible Men, Parker & James, Dion Wardle, Scott Thomas và được sản xuất bởi The Invisible Men, Parker & James. Ca khúc cũng được quảng bá trên MTV Push.

## Video âm nhạc
Video âm nhạc cho "Vegas Girl" được đăng tải trên YouTube vaog ngày 24 tháng 6 năm 2012, với tổng độ dài là ba phút và bốn mươi giây. Video được đạo diễn bởi Travis Kopach và được quay ở New York.

## Danh sách ca khúc
| Tải kỹ thuật số | Tải kỹ thuật số              | Tải kỹ thuật số |
| STT             | Nhan đề                      | Thời lượng      |
| --------------- | ---------------------------- | --------------- |
| 1.              | "Vegas Girl"                 | 2:51            |
| 2.              | "Vegas Girl" (Wideboys Edit) | 3:54            |
| 3.              | "Vegas Girl" (Tortuga Remix) | 4:07            |
| 4.              | "Marvin's Room"              | 3:32            |

## Xếp hạng
| Bảng xếp hạng (2012)     | Vị trí cao nhất |
| ------------------------ | --------------- |
| Bỉ (Ultratip Flanders)   | 8               |
| Đức (GfK)                | 63              |
| Ireland (IRMA)           | 22              |
| Hà Lan (Single Top 100)  | 55              |
| Anh Quốc (OCC)           | 4               |
| US Pop Songs (Billboard) | 31              |

## Lịch sử phát hành
| Quốc gia | Ngày                | Định dạng       | Hãng đĩa   |
| -------- | ------------------- | --------------- | ---------- |
| Anh      | 22 tháng 7 năm 2012 | Tải kỹ thuật số | Parlophone |